# Mburucuyá (Asunción)
Mburucuyá es uno de los barrios más pudientes de la capital paraguaya, Asunción.

## Toponimia
El barrio fue nombrado así por la flor nacional paraguaya: Passiflora caerulea, comúnmente llamada mburucuyá o mburukuja.

## Geografía
El barrio se encuentra situado en la ciudad de Asunción, capital de Paraguay.

## Límites
- Al norte la Mbocayaty
- Al sur el barrio Carmelitas
- Al este el barrio Madame Lynch
- Al oeste los barrios Santísima Trinidad y Cañada del Ybyray

El barrio Mburucuyá tiene como divisiones las avenidas Primer Presidente, Julio Correa, Molas López e Itapúa.

## Población
El barrio Mburucuyá cuenta con un total de 8.377 habitantes según el censo del 2002 de la Dirección General de Estadística, Encuestas y Censos, siendo así el 23° más poblado de los 68 barrios de Asunción.
La densidad poblacional es de 8.000 hab./km² aproximadamente.

## Lugares

### Plazas
- Plaza Mburucuyá
- Plaza Agricultor Paraguayo
- Plaza Mártires de la Policía
- Plaza Ecológico
- Plaza Darío Gómez Serrato
- Plaza Tajy Poty
- Plaza Gral. Eugenio Garay

### Deportivos
- Club Universitario de Rugby de Asunción (CURDA)
- AMPANDE
- Complejo Deportivo Campo Verde
- Paraguay Lawn Tennis Club

### Educativas
- Facultad de Derecho de la Universidad Nacional de Asunción
- Lumen School
- Escuela N.º 2070 Centenario de la Epopeya Nacional

### Salud
- Hospital Materno Infantil Santísima Trinidad
- Instituto Nacional de Salud